# Rafael Redwitz
Rafael Redwitz (* 12. August 1980 in Curitiba, Brasilien) ist ein französischer Volleyballspieler mit brasilianischer Herkunft.

## Karriere
Redwitz begann seine Karriere in seiner brasilianischen Heimat, wo er für Colégio Positivo und CSSE Petrópolis spielte. Er kam auch in der brasilianischen Nationalmannschaft zum Einsatz. 2003 ging er zum spanischen Verein Club Volei Andorra. 2004 wechselte der Zuspieler in die französische Liga, wo er eine Saison bei Arago de Sète und dann drei Jahre lang bei Paris Volley aktiv war. 2008/09 spielte er in Italien bei Yoga Forlì und in der nächsten Saison beim polnischen Erstligisten Resovia Rzeszów. Danach kehrte er nach Frankreich zurück und stand zwei Jahre lang bei Tours Volley-Ball unter Vertrag. In der Saison 2012/13 spielte er beim russischen Verein VK Iskra Odinzowo. 2013 bis 2015 war er bei Montpellier UC beschäftigt. 2015/16 spielte er in Polen bei AZS Częstochowa. Danach kehrte der französische Nationalspieler nach Sète zurück. Zur Saison 2018/19 ging er zum zweiten Mal zu Resovia Rzeszów. Da es dort Probleme mit der Begrenzung für ausländische Spieler gab, wurde Redwitz Ende 2018 vom deutschen Bundesligisten VfB Friedrichshafen verpflichtet. Mit Friedrichshafen wurde er DVV-Pokalsieger und deutscher Vizemeister. Anschließend wechselte er zum französischen Verein Narbonne Volley.